# Embajada de España en la República Democrática Alemana
La Embajada de España en la República Democrática Alemana fue la máxima representación legal del Reino de España en la República Democrática Alemana, abreviado RDA en castellano —también denominada Alemania Oriental o Alemania del Este.

## Embajador
El primer embajador fue Carlos Gámir Prieto, quien fue nombrado por el gobierno de Luis Carrero Blanco el 12 de julio de 1973. El último embajador fue Alonso Álvarez de Toledo y Merry del Val que ya cesó en 1990 como embajador de la RDA cuando se disolvió oficialmente y se reunificó Alemania.

## Misión Diplomática
En abril de 1961, se abrió un consulado en la Lichtensteinallee (Berlín Oeste, RFA). Las relaciones diplomáticas con la República Democrática Alemana, fueron las primeras de un régimen de orientación anticomunista con un estado del Pacto de Varsovia. En febrero de 1973 Francisco Franco emitió un decreto sobre el establecimiento de una embajada en la RDA.

## Historia
No fue hasta 1973 cuando España estableció relaciones diplomáticas con el país centroeuropeo pese a su distanciamiento ideológico. En 1975 las relaciones quedaron suspendidas unilateralmente tras la ejecución de una sentencia de muerte en España, aunque fueron retomadas en 1977. Con el proceso de reunificación alemana las relaciones entre ambos países cesaron y fueron asumidas por la Embajada de España en Alemania.

## Evolución política
La RDA nació como estado en 1949 como consecuencia de la división de Alemania en dos estados tras el fin de la ocupación aliada de Alemania después de la Segunda Guerra Mundial; en occidente la República Federal Alemana (resultado de la unión de las áreas estadounidense, británica y francesa) y la República Democrática Alemana (área soviética). En el caso de Berlín, la capital del país, fue también dividida en dos mitades con igual jurisdicción que los países. En noviembre de 1990 se produjo el proceso de reunificación alemana.